# Poble culina
Els madija, culina o kulina són un grup ètnic que habiten a les conques dels rius Yuruá i Purus de l'estat d'Acre i l'estat de l'Amazones (Brasil) i a l'Amazònia peruana a l'Alt Purús i en la conca del seu afluent, el riu Santa Rosa. Parlen una llengua de la família arawá.

## Organització social
Els membres d'aquesta ètnia practiquen el matrimoni de cosins creuats. També és comú la poligínia i el sororat per intercanvi, encara que aquesta pràctica es presenta cada vegada amb menor freqüència. El levirat o matrimoni de la vídua amb un dels seus cunyats també és una pràctica madija que perd presència.
Els madija o culina es divideixen en unitats socials que s'autodenominen amb noms de plantes o animals; pel que sembla aquests grups no tenen una norma matrimonial.

## Cultura
Practiquen la agricultura itinerant, la cacera i la recol·lecció de productes de la selva. Són conreades fins a 15 espècies en cada horta, d'entre dues i un quart d'hectàrea. Com que aquestes àrees obertes per al cultiu són relativament petites, després d'aprofitar-les i “abandonar-les”, com estan envoltades de bosc, ràpidament ocorre la regeneració forestal.
Elaboren la seva roba amb el cotó que conreen, filen i tinturen. Fabriquen diferents artesanies. Els dsopinejés extreuen o llancen doris per a curar o causar la malaltia. Les dones canten durant el ritual de curació. Els marinahua dominam a art de somiar i entren en trànsit amb yajé, per a portar del món subterrani els animals per a caçar.